# Nêdong
| Tibetische Bezeichnung                    |
| ----------------------------------------- |
| Tibetische Schrift: སྣེ་གདོང་རྫོང              |
| Wylie-Transliteration: sne gdong rdzong   |
| Offizielle Transkription der VRCh: Nêdong |
| THDL-Transkription: Nedong                |
| Andere Schreibweisen: —                   |
| Chinesische Bezeichnung                   |
| Traditionell: 乃東區                      |
| Vereinfacht: 乃东区                       |
| Pinyin:Nǎidōng Qū                         |

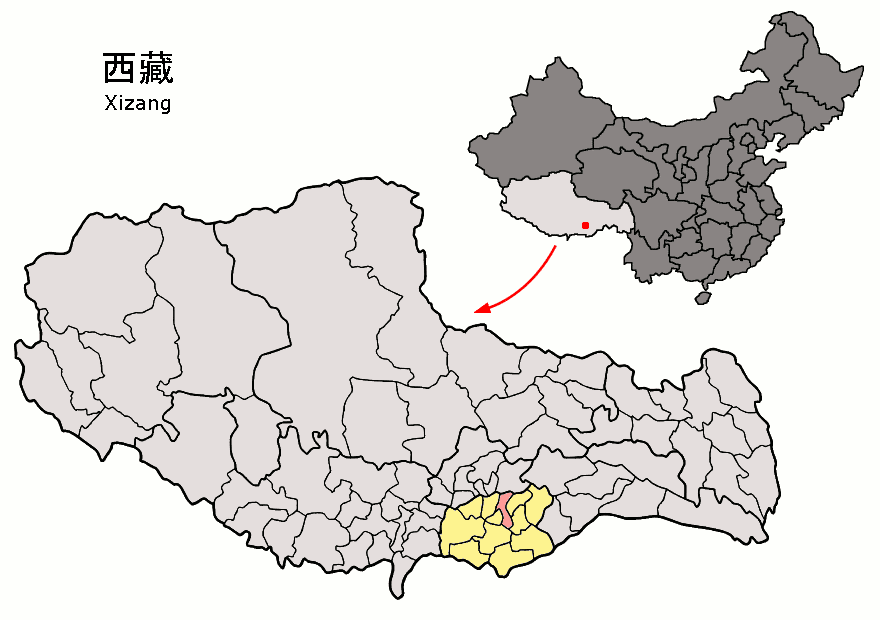
Lage des Stadtbezirks Nêdong (rosa) im Regierungsbezirk Shannan (gelb) im Autonomen Gebiet Tibet

Nêdong (tibetisch སྣེ་གདོང་རྫོང Wylie sne gdong rdzong; auch: Nedong) ist ein Stadtbezirk im Regierungsbezirk Shannan des Autonomen Gebiets Tibet der Volksrepublik China. Er hat eine Fläche von 2.184,98 Quadratkilometern und 81.608 Einwohner (Stand: Zensus 2020). Nach der Volkszählung von 1990 betrug die Einwohnerzahl 45.173, davon waren 41.450 Tibeter und 3.567 Han-Chinesen (Volkszählung von 2000: 58.808 Einwohner).
In Nêdong befinden sich u. a. die Klöster Thradrug und Keru Lhakhang sowie die Festung Yumbu Lagang.
Sitz der Stadtbezirksregierung und der Regierung des Regierungsbezirks ist die Großgemeinde Zêtang.

## Administrative Gliederung
Auf Gemeindeebene setzt sich der Stadtbezirk aus zwei Großgemeinden und fünf Gemeinden zusammen. Diese sind (amtl. Schreibweise / Chinesisch):
- Großgemeinde Zêtang 泽当镇
- Großgemeinde Changzhug 昌珠镇
- Gemeinde Gyêrba 结巴乡
- Gemeinde Sozhug 索珠乡
- Gemeinde Yardoi 亚堆乡
- Gemeinde Pozhang 颇章乡
- Gemeinde Dopozhang 多颇章乡